# Szentpéteri Viktor
Szentpéteri Viktor (Budapest, 1979. november 1. –) magyar labdarúgó, a Dorog játékosa.

## Pályafutása
A 2005–2006-os szezonban mutatkozott be az NB I-ben Rákospalotai EAC játékosaként. Első évadjában 12 mérkőzésen védett. A következő idényben újabb hat mérkőzésen szerepelt, majd a szezon közben a téli átigazolási időszakban klubot váltott, a másodosztályú Dunaújváros FC-be igazolt. A Dunaújvárosban 16 mérkőzésen szerepelt.
2007 év végén egy plusz egyéves szerződést kötött a finn bajnokságban szereplő FC Lahtival. A 2008-as szezonban bronzérmet nyert csapatával a finn élvonalban.
Miután szabadon igazolhatóvá vált 2010 februárjában féléves szerződést kötött az MTK csapatával.
2011. szeptember 5-én visszatért a REAC-hoz.
2012 februárjában ismét a Lahti játékosa lett. Ezt követően megfordult a BKV Előre csapatánál, majd rövid időre visszatért Finnországba.
2014 tavaszán, egy szezont követően hazatért és az akkor harmadosztályú Budaörsi SC-hez igazolt. Két idényt töltött itt, majd a 2016-17-es szezon előtt az NB II-es Vác FC kapusa lett.
2017 nyarán az élvonalból kieső MTK szerződtette. A csapattal magabiztosan nyerték meg a másodosztályú labdarúgó bajnokságot és jutottak fel az NB I-be. Szentpéteri 17 bajnokin állt a kapuban. 2018. augusztus 31-én a Mezőkövesd csapatához igazolt. 2019 februárjában a másodosztályú Dorog játékosa lett.

## Sikerei, díjai
- FC Lahti:
  - Finn bajnoki bronzérmes: 2008
- MTK Budapest
  - NB 2-es bajnok (aranyérmes): 2018

## Külső hivatkozások
- Profil a Lahti hivatalos honlapján (angolul)
- Szentpéteri Viktor adatlapja a HLSZ.hu-n (magyarul)
- Szentpéteri Viktor profilja az MLSZ honlapján (magyarul)
- NS online játékosprofil (magyarul)
- Profil a Veikkausliiga hivatalos honlapján[halott link](finnül)